# Lista odcinków serialu Imperium
Poniżej znajduje się lista odcinków serialu telewizyjnego Imperium – emitowanego przez amerykańską stację telewizyjną FOX od 7 stycznia 2015 roku do 21 kwietnia 2020 roku. Powstało 6 serii, które łącznie składają się z 102 odcinków. W Polsce jest emitowany od 12 lutego 2015 roku przez Fox Polska.
| Sezon | Sezon | Odcinki | Oryginalna emisja | Oryginalna emisja | Oryginalna emisja   | Oryginalna emisja | Oryginalna emisja |
| Sezon | Sezon | Odcinki | Premiera sezonu   | Finał sezonu      | Premiera sezonu     | Finał sezonu      |                   |
| ----- | ----- | ------- | ----------------- | ----------------- | ------------------- | ----------------- | ----------------- |
|       | 1     | 12      | 7 stycznia 2015   | 18 marca 2015     | 12 lutego 2015      | 30 kwietnia 2015  |                   |
|       | 2     | 18      | 23 września 2015  | 18 maja 2016      | 7 października 2015 | 29 maja 2016      |                   |
|       | 3     | 18      | 21 września 2016  | 24 maja 2017      | 8 października 2016 | 18 listopada 2017 |                   |
|       | 4     | 18      | 27 września 2017  | 23 maja 2018      | 17 czerwca 2018     | 22 lipca 2018     |                   |
|       | 5     | 18      | 26 września 2018  | 8 maja 2019       | —                   | —                 |                   |
|       | 6     | —       | 24 września 2019  | —                 | —                   | —                 |                   |

## Sezon 1 (2015)
| Nr | #  | Tytuł                                                    | Reżyseria          | Scenariusz                  | Premiera FOX     | Premiera Fox Polska |
| -- | -- | -------------------------------------------------------- | ------------------ | --------------------------- | ---------------- | ------------------- |
| 1  | 1  | 'Imperium na rozdrożu ' Pilot                            | Lee Daniels        | Lee Daniels, Danny Strong   | 7 stycznia 2015  | 12 lutego 2015      |
| 2  | 2  | 'Zdeklarowany król' The Outspoken King                   | Lee Daniels        | Danny Strong, Ilene Chaiken | 14 stycznia 2015 | 19 lutego 2015      |
| 3  | 3  | 'Diabeł cytuje Pismo Święte ' The Devil Quotes Scripture | Sanaa Hamri        | Ilene Chaiken, Joshua Allen | 21 stycznia 2015 | 26 lutego 2015      |
| 4  | 4  | 'Fałszywe ostrzeżenie ' False Imposition                 | Rosemary Rodriguez | Wendy Calhoun               | 28 stycznia 2015 | 5 marca 2015        |
| 5  | 5  | 'Niebezpieczne powiązania ' Dangerous Bonds              | John Singleton     | Malcolm Spellman            | 4 lutego 2015    | 12 marca 2015       |
| 6  | 6  | 'Precz, przeklęta plamo' Out, Damned Spot                | Michael Engler     | Eric Haywood                | 11 lutego 2015   | 19 marca 2015       |
| 7  | 7  | 'Gdy byliśmy młodzi' Our Dancing Days                    | Sanaa Hamri        | Attica Locke                | 18 lutego 2015   | 26 marca 2015       |
| 8  | 8  | 'Ryk lwa' The Lyon's Roar                                | Danny Strong       | Danny Strong                | 25 lutego 2015   | 2 kwietnia 2015     |
| 9  | 9  | Spróbujmy raz jeszcze Unto the Breach                    | Anthony Hemingway  | David Rambo                 | 4 marca 2015     | 9 kwietnia 2015     |
| 10 | 10 | 'Grzechy ojca' Sins of the Father                        | Rob Hardy          | Eddie Gonzalez, Jeremy Haft | 11 marca 2015    | 16 kwietnia 2015    |
| 11 | 11 | 'Umiera się tylko raz' 'Die But Once'                    | Mario Van Peebles  | Ilene Chaiken               | 18 marca 2015    | 23 kwietnia 2015    |
| 12 | 12 | ' Oto kim jestem' Who I Am                               | Debbie Allen       | Danny Strong, Ilene Chaiken | 18 marca 2015    | 30 kwietnia 2015    |

## Sezon 2 (2015-2016)
| Nr | #  | Tytuł                                                               | Reżyseria         | Scenariusz                                   | Premiera FOX         | Premiera Fox Polska  |
| -- | -- | ------------------------------------------------------------------- | ----------------- | -------------------------------------------- | -------------------- | -------------------- |
| 13 | 1  | 'Diabły są wśród nas ' The Devils Are Here                          | Lee Daniels       | Danny Strong, Ilene Chaiken                  | 23 września 2015     | 7 października 2015  |
| 14 | 2  | 'Bez kraju ' Without a Country                                      | Dee Rees          | Lee Daniels, Danny Strong                    | 30 września 2015     | 14 października 2015 |
| 15 | 3  | 'Ognie niebieskie ' Fires of Heaven                                 | Craig Brewer      | Attica Locke                                 | 7 października 2015  | 21 października 2015 |
| 16 | 4  | 'Biedny Yorick ' Poor Yorick                                        | Danny Strong      | Danny Strong                                 | 14 października 2015 | 28 października 2015 |
| 17 | 5  | 'Bądź prawdziwy ' Be True                                           | Kevin Bray        | Wendy Calhoun, Janeika James, Jasheika James | 21 października 2015 | 4 listopada 2015     |
| 18 | 6  | ' Wielka nadzieja dla nas maluczkich ' A High Hope for a Low Heaven | Mario Van Peebles | Robert Munic                                 | 4 listopada 2015     | 11 listopada 2015    |
| 19 | 7  | 'Nie ma prawdziwej miłości ' True Love Never                        | Sylvain White     | Ingrid Escajeda                              | 11 listopada 2015    | 18 listopada 2015    |
| 20 | 8  | 'To co we mnie złe ' My Bad Parts                                   | Sanaa Hamri       | Malcolm Spellman                             | 18 listopada 2015    | 25 listopada 2015    |
| 21 | 9  | 'Wszystkie moje grzechy ' Sinned Against                            | Paul McCrane      | Eric Haywood                                 | 25 listopada 2015    | 27 marca 2016        |
| 22 | 10 | 'I ty, Brutusie? ' Et Tu, Brute                                     | Sanaa Hamri       | Radha Blank                                  | 2 grudnia 2015       | 3 kwietnia 2015      |
| 23 | 11 | 'Wiem, że umrzeć muszę ' Death Will Have His Day                    | Danny Strong      | Danny Strong                                 | 30 marca 2016.       | 10 kwietnia 2015     |
| 24 | 12 | ' To, co zowiem różą ' A Rose by Any Other Name                     | Michael Engler    | Ilene Chaiken                                | 6 kwietnia 2016      | 17 kwietnia 2015     |
| 25 | 13 | 'Potulność wilka ' The Tameness of a Wolf                           | Paris Barclay     | Attica Locke, Joshua Allen                   | 13 kwietnia 2016     | 24 kwietnia 2015     |
| 26 | 14 | 'Czas pokaże' Time Shall Unfold                                     | Cherien Dabis     | Ayanna Floyd Davis                           | 20 kwietnia 2016     | 1 maja 2015          |
| 27 | 15 | 'Więcej niż krewni' More Than Kin                                   | Sanaa Hamri       | Eric Haywood, Malcolm Spellman               | 27 kwietnia 2016     | 8 maja 2015          |
| 28 | 16 | 'Lyon, który niepotrzebnie prosił' The Lyon Who Cried Wolf          | Millicent Shelton | Joshua Allen                                 | 4 maja 2016          | 15 maja 2015         |
| 29 | 17 | 'Grzech twój jest rzemiosłem' Rise by Sin                           | Paul McCrane      | Ayanna Floyd Davis, Jamie Rosengard          | 11 maja 2016         | 22 maja 2015         |
| 30 | 18 | ' Przeszłość jest prologiem' Past Is Prologue                       | Sanaa Hamri       | Lee Daniels, Ilene Chaiken                   | 18 maja 2016         | 29 maja 2015         |

## Sezon 3 (2016-2017)
| Nr | #  | Tytuł                                              | Reżyseria         | Scenariusz                                      | Premiera FOX         | Premiera Fox Polska  |
| -- | -- | -------------------------------------------------- | ----------------- | ----------------------------------------------- | -------------------- | -------------------- |
| 31 | 1  | 'Światło w ciemności' Light in Darkness            | Sanaa Hamri       | Malcolm Spellman, Joshua Allen                  | 21 września 2016     | 8 października 2016  |
| 32 | 2  | 'Grzech poprawy' Sin That Amends                   | Craig Brewer      | Cherien Dabis, Carlito Rodriguez                | 28 września 2016     | 15 października 2016 |
| 33 | 3  | 'Bestialskie pozostałości' What Remains Is Bestial | Millicent Shelton | Diane Ademu-John, Eric Haywood                  | 5 października 2016  | 22 października 2016 |
| 34 | 4  | 'Zabójczy Kupidyn' Cupid Kills                     | Hanelle Culpepper | Matt Pyken, Attica Locke                        | 12 października 2016 | 29 października 2016 |
| 35 | 5  | 'Jeden przed drugim ' One Before Another           | Mario Van Peebles | Joshua Allen, Carlito Rodriguez                 | 9 listopada 2016     | 12 listopada 2016    |
| 36 | 6  | 'Wybiła północ ' Chimes at Midnight                | Sanaa Hamri       | Cherien Dabis, Eric Haywood                     | 16 listopada 2016    | 19 listopada 2016    |
| 37 | 7  | 'Jacy możemy być ' What We May Be                  | Kevin Bray        | Diane Ademu-John, Malcom Spellman               | 30 listopada 2016    | 14 października 2017 |
| 38 | 8  | 'Najboleśniejszy cios' The Unkindest Cut           | Dennie Gordon     | Attica Locke, Jamie Rosengard                   | 7 grudnia 2016       | 14 października 2017 |
| 39 | 9  | 'Ogień dla wroga' A Furnace For Your Foe           | Sanaa Hamri       | Ilene Chaiken, Matt Pyken                       | 14 grudnia 2016      | 14 października 2017 |
| 40 | 10 | 'Dźwięk i furia' Keys To The Kingdom               | Craig Brewer      | Eric Haywood, Carlito Rodriguez                 | 22 marca 2017        | 21 października 2017 |
| 41 | 11 | 'Graj dalej' Play On                               | Benny Boom        | Malcolm Spellman, Janeika James, Jasheika James | 29 marca 2017        | 21 października 2017 |
| 42 | 12 | 'Dziwni wspólnicy' Strange Bedfellows              | Bille Woodruff    | Matt Pyken, Attica Locke                        | 5 kwietnia 2017      | 21 października 2017 |
| 43 | 13 | 'Naga nikczemność' My Naked Villainy               | Cherien Dabis     | Joshua Allen, Jamie Rosengard                   | 12 kwietnia 2017     | 4 listopada 2017     |
| 44 | 14 | 'Miłość to dym' Love is a Smoke                    | Tricia Brock      | Diane Ademu-John, Cherien Dabis                 | 26 kwietnia 2017     | 4 listopada 2017     |
| 45 | 15 | 'Nieczyste ręce władzy' Civil Hands Unclean        | Howard Deutch     | Ilene Chaiken, Carlito Rodriguez                | 3 maja 2017          | 11 listopada 2017    |
| 46 | 16 | 'Nieobecne dziecko' Absent Child                   | Millicent Shelton | Attica Locke, Malcolm Spellman                  | 10 maja 2017         | 11 listopada 2017    |
| 47 | 17 | 'Harówka i kłopoty, cz. 1' Toll & Trouble, Pt. 1   | Craig Brewer      | Diane Ademu-John, Eric Haywood                  | 17 maja 2017         | 18 listopada 2017    |
| 48 | 18 | 'Harówka i kłopoty, cz. 2 ' Toll & Trouble, Pt. 2  | Sanaa Hamri       | Ilene Chaiken,& Joshua Allen                    | 24 maja 2017         | 18 listopada 2017    |

## Sezon 4 (2017-2018)
| Nr | #  | Tytuł                                                               | Reżyseria                 | Scenariusz                                      | Premiera FOX         | Premiera Fox Polska |
| -- | -- | ------------------------------------------------------------------- | ------------------------- | ----------------------------------------------- | -------------------- | ------------------- |
| 49 | 1  | 'Szlachetna pamięć' Noble Memory                                    | Sanaa Hamri               | Brett Mahoney                                   | 27 września 2017     | 17 czerwca 2018     |
| 50 | 2  | 'Koło się zamyka' Full Circle                                       | Craig Brewer              | Craig Brewer, Eric Haywood                      | 4 października 2017  | 17 czerwca 2018     |
| 51 | 3  | Złe maniery' Evil Manners                                           | Bille Woodruff            | Matt Pyken, Carlito Rodriguez                   | 11 października 2017 | 17 czerwca 2018     |
| 52 | 4  | 'Krwawa wojna' Bleeding War                                         | Sanaa Hamri               | Diane Ademu-John, Jamie Rosengard               | 18 października 2017 | 24 czerwca 2018     |
| 53 | 5  | 'Głupiec' The Fool                                                  | Howie Deutch              | Janeika James, Jasheika James                   | 8 listopada 2017     | 24 czerwca 2018     |
| 54 | 6  | 'Zdradzieckie szczęście' Fortune Be Not Crost                       | Sanaa Hamri               | Joshua Allen, Dianne Houston                    | 15 listopada 2017    | 24 czerwca 2018     |
| 55 | 7  | 'Dama protestuje' The Lady Doth Protest                             | Karen Gaviola             | Matt Pyken, Eric Haywood                        | 29 listopada 2017    | 1 lipca 2018        |
| 56 | 8  | 'Ślepy Kupidyn ' Cupid Painted Blind                                | Elizabeth Allen Rosenbaum | Diane Ademu-John, Carlito Rodriguez             | 6 grudnia 2017       | 1 lipca 2018        |
| 57 | 9  | 'Niewolnik pamięci' Slave to Memory                                 | Sanaa Hamri               | Joshua Allen, Dianne Houston                    | 13 grudnia 2017      | 1 lipca 2018        |
| 58 | 10 | 'Ptaszki w klatce ' Birds in the Cage                               | Craig Brewer              | Craig Brewer                                    | 28 marca 2018        | 8 lipca 2018        |
| 59 | 11 | 'Przeprosin nie będzie ' Without Apology                            | Peyton Alex Smith         | Michael Rainey Jr.                              | 4 kwietnia 2018      | 8 lipca 2018        |
| 60 | 12 | 'Słodki żal ' Sweet Sorrow                                          | Sierra McClain            | Irv Gotti                                       | 11 kwietnia 2018     | 8 lipca 2018        |
| 61 | 13 | 'Twarda matka' Of Hardiness is Mother                               | Omari Hardwick            | Naturi Naughton                                 | 18 kwietnia 2018     | 15 lipca 2018       |
| 62 | 14 | 'Fałszywa twarz' False Face                                         | Millicent Shelton         | Diane Ademu-John, Janeika James, Jasheika James | 25 kwietnia 2018     | 15 lipca 2018       |
| 63 | 15 | 'Wybladły i chudy' A Lean and Hungry Look                           | Bille Woodruff            | Matt Pyken, Joshua Allen                        | 2 maja 2018          | 15 lipca 2018       |
| 64 | 16 | 'Uczciwe warunki' Fair Terms                                        | Jussie Smollett           | Dianne Houston, Jamie Rosengard                 | 9 maja 2018          | 22 lipca 2018       |
| 65 | 17 | 'Zakrwawione nosy i spękane korony' Bloody Noses and Crack'd Crowns | Howard Deutch             | Carlito Rodriguez                               | 16 maja 2018         | 22 lipca 2018       |
| 66 | 18 | 'Imperium bez króla' The Empire Unpossess'd                         | Craig Brewer              | Brett Mahoney, Joshua Allen                     | 23 maja 2018         | 22 lipca 2018       |

## Sezon 5 (2018-2019)
| Nr | #  | Tytuł                                  | Reżyseria                 | Scenariusz                                     | Premiera FOX         | Premiera Fox Polska |
| -- | -- | -------------------------------------- | ------------------------- | ---------------------------------------------- | -------------------- | ------------------- |
| 67 | 1  | Steal From the Thief                   | Sanaa Hamri               | Brett Mahoney, Dianne Houston                  | 26 września 2018     |                     |
| 68 | 2  | Pay For Their Presumptions             | John Krokidas             | Yolonda E. Lawrence, Carlito Rodriguez         | 3 października 2018  |                     |
| 69 | 3  | Pride                                  | Clement Virgo             | Diane Ademu-John, Joshua Allen                 | 10 października 2018 |                     |
| 70 | 4  | Love All, Trust a Few                  | Mario Van Peebles         | Matt Pyken, Cameron Johnson                    | 17 października 2018 |                     |
| 71 | 5  | The Depth of Grief                     | Elizabeth Allen Rosenbaum | Janeika James, Jasheika James, Jamie Rosengard | 31 października 2018 |                     |
| 72 | 6  | What is Done                           | Jussie Smollett           | Felicia D. Henderson, Thomas Westfall          | 7 listopada 2018     |                     |
| 73 | 7  | Treasons, Stratagems, and Spoils       | Tamra Davis               | Joshua Allen, Dianne Houston                   | 14 listopada 2018    |                     |
| 74 | 8  | Master of What Is Mine Own             | Dianne Houston            | Matt Pyken, Yolonda E. Lawrence                | 28 listopada 2018    |                     |
| 75 | 9  | Had It From My Father                  | Sanaa Hamri               | Diane Ademu-John, Carlito Rodriguez            | 5 grudnia 2018       |                     |
| 76 | 10 | My Fault Is Past                       | Michael Goi               | Trai Byers, Sierra McClain                     | 13 marca 2019        |                     |
| 77 | 11 | In Loving Virtue                       | Clement Virgo             | Felicia D. Henderson                           | 20 marca 2019        |                     |
| 78 | 12 | Shift and Save Yourself                | Dianne Houston            | Matt Pyken, Thomas Westfall                    | 27 marca 2019        |                     |
| 79 | 13 | Hot Blood, Hot Thoughts, Hot Deeds     | Gabourey Sidibe           | Diane Ademu-John, Evan Price                   | 3 kwietnia 2019      |                     |
| 80 | 14 | Without All Remedy                     | Craig Brewer              | Jamie Rosengard                                | 10 kwietnia 2019     |                     |
| 81 | 15 | A Wise Father That Knows His Own Child | Dawn Wilkinson            | Yolonda E. Lawrence, Carlito Rodriguez         | 17 kwietnia 2019     |                     |
| 82 | 16 | Never Doubt I Love                     | Darren Grant              | Joshua Allen, Thomas Westfall                  | 24 kwietnia 2019     |                     |
| 83 | 17 | My Fate Cries Out                      | Paul McCrane              | Jasheika James, Cameron Johnson                | 1 maja 2019          |                     |
| 84 | 18 | The Roughest Day                       | Craig Brewer              | Brett Mahoney, Felicia D. Henderson            | 8 maja 2019          |                     |

## Sezon 6 (2019-2020)
| Nr  | #  | Tytuł                   | Reżyseria                    | Scenariusz                                                               | Premiera FOX         | Premiera Fox Polska |
| --- | -- | ----------------------- | ---------------------------- | ------------------------------------------------------------------------ | -------------------- | ------------------- |
| 85  | 1  | What is Love            | Sanaa Hamri                  | Dianne Houston, Brett Mahoney                                            | 24 września 2019     |                     |
| 86  | 2  | Got on My Knees to Pray | Mario Van Peebles            | Matt Pyken, Indira Gibson Wilson                                         | 1 października 2019  |                     |
| 87  | 3  | You Broke Love          | Howard Deutch                | Yolonda E. Lawrence, Marcus J. Guillory                                  | 8 października 2019  |                     |
| 88  | 4  | Tell the Truth          | Bille Woodruff               | Jamie Rosengard, Michael Martin                                          | 15 października 2019 |                     |
| 89  | 5  | Stronger Than My Rival  | Mario                        | Sierra McClain                                                           | 5 listopada 2019     |                     |
| 90  | 6  | Heart of Stone          | Sanaa Hamri                  | 12 listopada 2019                                                        |                      |                     |
| 91  | 7  | Good Enough             | Gabourey Sidibe              | Cameron Johnson, Evan Price                                              | 19 listopada 2019    |                     |
| 92  | 8  | Do You Remember Me      | Ruben Garcia                 | Leah Benavides Rodriguez, Carlito Rodriguez                              | 26 listopada 2019    |                     |
| 93  | 9  | Remember the Music      | Geary McLeod                 | Matt Pyken, Indira Gibson Wilson                                         | 3 grudnia 2019       |                     |
| 94  | 10 | Cold Cold Man           | Sanaa Hamri                  | Dianne Houston, Jamie Rosengard                                          | 17 grudnia 2019      |                     |
| 95  | 11 | Can't Truss 'Em         | Clement Virgo                | Michael C. Martin, Cameron Johnson                                       | 3 marca 2020         |                     |
| 96  | 12 | Talk Less               | Dawn Wilkinson               | Stacy A. Littlejohn, Marcus J. Guillory                                  | 10 marca 2020        |                     |
| 97  | 13 | Come Undone             | Taraji P. Henson             | Dianne Houston, Evan Price                                               | 17 marca 2020        |                     |
| 98  | 14 | I Am Who I Am           | Ishai Setton                 | Colin Waite, Paul Eriksen                                                | 24 marca 2020        |                     |
| 99  | 15 | Love Me Still           | Dianne Houston               | Matt Pyken, Thomas Westfall                                              | 31 marca 2020        |                     |
| 100 | 16 | We Got Us               | Clement Virgo                | Janeika James, Jasheika James                                            | 7 kwietnia 2020      |                     |
| 101 | 17 | Over Everything         | Stephen D'Amato              | Jamie Rosengard, Cameron Johnson                                         | 14 kwietnia 2020     |                     |
| 102 | 18 | Home is on the Way      | Geary McLeod, Bille Woodruff | Yolonda E. Lawrence, Michael C. Martin, Matt Pyken, Indira Gibson Wilson | 21 kwietnia 2020     |                     |